# Vertrag von Sablé
Der Vertrag von Sablé, auch Vertrag von Le Verger genannt, wurde am 19. August 1488 von Karl VIII., König von Frankreich, und Franz II., Herzog der Bretagne, unterzeichnet. Darin wurde unter anderem festgelegt, dass die Erbin des Herzogtums nicht ohne die Zustimmung des französischen Königs heiraten durfte.

## Hintergrund
Nach dem Tod Ludwigs XI. 1483 übernahm Anne de Beaujeu die Regentschaft in Frankreich. Die großen Feudalherren des französischen Königreichs versuchten, diese Zeit der vermeintlichen Schwäche des Königtums zu nutzen, um ihre Vorrechte wiederzuerlangen. Sie verbündeten sich mit Franz II., der um die Unabhängigkeit seines Herzogtums fürchtete, sowie mit Ludwig II. von Orléans (dem späteren Ludwig XII.) und lösten 1485 die Guerre folle aus. Zwei Feldzüge in den Jahren 1487 und 1488 führten am 28. Juli zur Schlacht bei Saint-Aubin-du-Cormier in der Nähe von Rennes, in der 6000 Soldaten der bretonischen Partei den Tod fanden, während ihre französischen Gegner unter der Führung von Louis II. de La Trémoille 1500 Tote zu beklagen hatten. Auch wurde Louis d‘Orléans, der sich auf die Seite der Bretagne gestellt hatte, gefangen genommen.

## Der Vertrag
Am 19. August 1488 wurde in Sablé-sur-Sarthe, nicht weit von Angers, der „Vertrag von Le Verger“ unterzeichnet. Der Name leitet sich von dem Ort ab, an dem der Vertrag vorbereitet wurde, nämlich dem Schloss Le Verger, das der Familie Rohan in Seiches-sur-le-Loir (Département Maine-et-Loire) gehörte.
Der Herzog der Bretagne, Franz II. unterwarf sich in diesem Vertrag als Vasall dem König von Frankreich und ließ wieder zu, dass die Gerichte das Parlement de Paris anrufen (was seit Beginn des Krieges im Jahr 1485 ausgesetzt war). Franz II. versprach, alle fremden Truppen aus seinem Land abzuziehen und keine Truppen mehr in England anzuwerben. Dem französischen König wurden vier „feste Plätze“ als Garantie überlassen: die Städte Saint-Malo und Dinan sowie die strategisch wichtigen Orte Fougères und Saint-Aubin-du-Cormier. Außerdem durfte Franz II. keiner seiner Töchter, die die präsumptiven Erben der Herzogtums waren, ohne die Zustimmung Karls VIII. verheiraten. Als Sanktion legte der Vertrag fest, dass diese vier Orte endgültig mit der Domaine royal vereinigt würden, falls Franz der Bestimmung zu den Ehen seiner Töchter nicht nachkomme. Im Gegenzug zog Karl seine Truppen aus der Bretagne ab, mit Ausnahme der Garnisonen in den genannten vier Städten.

## Nachwirkungen
Drei Wochen später, am 9. September, starb Franz II. an den Folgen eines Sturzes vom Pferd. Seine Tochter Anne trat seine Nachfolge an, und ihre Regentschaft sah die Verpflichtung, die Erbin nur mit Zustimmung Karls zu verheiraten, als erledigt an. Annes Hochzeit mit Maximilian von Österreich wurde vorbereitet, die Zeremonie fand stellvertretend im Dezember 1490 statt. Angesichts dieses Vertragsbruchs (nach Ansicht Frankreichs) griff die königliche Armee ein, und ein Antrag auf Annullierung der Ehe wurde an den Papst gesandt, der dem Antrag auch zustimmte. Da Anne de Bretagne jede Heirat mit einem französischen Prinzen ablehnte, erzwang sie so ihre Verbindung mit dem französischen König.